# Puig de les Forques (Navata)
El Puig de les Forques és una muntanya de 149 metres que es troba al municipi de Navata, a la comarca catalana de l'Alt Empordà.